# Kiosk-Modus
Der Kiosk-Modus ist ein spezieller Modus für Computerprogramme, in dem die Rechte des Benutzers eingeschränkt sind: So kann der Nutzer z. B. das Programm nicht beenden, eventuell bestimmte Aktionen nicht durchführen etc. Der Kiosk-Modus ist beispielsweise für den Einsatz an öffentlichen Informationsterminals, zum Beispiel in Fußgängerzonen oder Museen, gedacht. Diese Geräte werden im Deutschen Kiosksystem, im Englischen kiosk genannt. Safe Exam Browser, mit denen elektronische Klausuren an Universitäten durchgeführt werden können, laufen ebenfalls im Kiosk-Modus.

## Realisierung

### Linux
- Mit dem Linux- und Unix-Desktop KDE wurde das Programm Kiosktool zur Verfügung gestellt, dessen Entwicklung inzwischen eingestellt wurde.[1]
- Der Webconverger ist eine speziell angepasste Debian-Distribution die als Live-CD gestartet werden kann und dem Benutzer nur einen Webbrowser bereitstellt.[2]

### Microsoft Windows
- Microsofts eigenes Programm Windows SteadyState: Es ermöglicht verschiedene Registryänderungen und einen Softwareschreibschutz für die Festplatte.
- Seit Windows 8.1 gibt es einen, bereits im Betriebssystem eingebauten Kiosk-Modus. Dieser wird Assigned Access genannt.[3] Dabei kann aber nur eine moderne Windows-8-App exklusiv ausgeführt werden; für herkömmliche Desktop-Anwendungen kann diese Funktion nicht verwendet werden. Stattdessen können hier aber die Tools verwendet werden, die auch für Windows 7 verfügbar sind, um herkömmliche Desktop-Anwendungen exklusiv bzw. in einer geschützten Umgebung auszuführen. Ab Windows 10 können sowohl eine, als auch mehrere Applikationen in den Kiosk-Modus versetzt werden.[4] Außerdem können bei der Nutzung bestimmter Konfigurationswege (Microsoft Intune, Bereitstellungspakete, MDM-WMI-Brückenanbieter) nun auch Desktop-Applikationen genutzt werden.[5]

### Android
- Ab Android 5.0 „Lollipop“ ist es möglich eine bestimmte App so anzuheften, dass sie nur mit einem Passwort bzw. Entsperrmuster beendet werden kann.

### Apple iOS
- In Apple iOS wurde der Kiosk-Modus Geführter Zugriff, der in den Systemeinstellungen zu finden ist, integriert.

### Plattformunabhängige Programme
- Im Webbrowser Mozilla Firefox ist ab Version 71 ein Modul Kiosk enthalten.[6] Ab dieser Version funktioniert der Kiosk-Modus ohne zusätzliche Erweiterungen.[7]